# Blantyrea
Blantyrea is een geslacht van hooiwagens uit de familie Assamiidae.
De wetenschappelijke naam Blantyrea is voor het eerst geldig gepubliceerd door Roewer in 1912. 

## Soorten
Blantyrea is monotypisch en omvat slechts de volgende soort:
- Blantyrea armata